# Down Among the Sheltering Palms
Down Among the Sheltering Palms, também conhecido como Friendly Island, Paradise with Serpent ou Sapphire Skies, é um filme estadunidense de 1953, do gênero comédia musical, dirigido por Edmund Goulding.

## Sinopse
Designados para uma missão no Pacífico Sul, dois oficiais do Exército dos Estados Unidos encontram romance numa ilha paradisíaca.